# Măureni (gmina)
Gmina Măureni – gmina w okręgu Caraș-Severin w zachodniej Rumunii. Zamieszkuje ją 2646 osób. W skład gminy wchodzą dwie miejscowości Măureni i Șoșdea. 